# Microsoft Schedule Plus
Microsoft Schedule Plus (lub inaczej Microsoft Schedule+) – program do zarządzania czasem, który został napisany przez Microsoft. Przestał być składnikiem pakietu Microsoft Office, gdy większość jego zadań przejął Outlook 97.

## Wersje
Wersje Microsoft Schedule Plus:
- 1992: Schedule+ 1.0 for Windows 3.11 (integralna część systemu)[2],
- 1995: Schedule+ 7 for Windows 95 (Office 95) and Mac,
- 1996: Schedule+ 7.5 (Office 97 i wyższe)[3]

Informacja: Nie było wersji od 2.0 do 6.0, gdyż wersja 7 wydana została razem z pakietem Microsoft Office 7.